# Lytta eucera
Lytta eucera, llamado comúnmente pipila ciega, es una especie de coleóptero de la familia Meloidae.

## Distribución geográfica
Habita en Norteamérica, desde el norte de México hasta Panamá.

## Taxonomía
Lytta eucera fue descrito en 1834 por Auguste Chevrolat en Coléoptères du Mexique, fascículo 3, nº 56 (sin paginar).

### Sinonimia
- Cantharis eucera Chevrolat, 1834
- Lytta spectabilis Castelnau, 1840